# Ministerstwo Rozwoju i Technologii
Ministerstwo Rozwoju i Technologii (MRiT) – polskie ministerstwo istniejące od 12 sierpnia 2021 r., obecnie obsługujące ministra właściwego do spraw dwóch działów administracji rządowej: budownictwo, planowanie i zagospodarowanie przestrzenne oraz mieszkalnictwo, a także gospodarka.

## Utworzenie ministerstwa i jego przekształcenia
Ministerstwo zostało utworzone rozporządzeniem Rady Ministrów 12 sierpnia 2021 r. w drodze przekształcenia Ministerstwa Rozwoju, Pracy i Technologii (obsługującego sprawy czterech działów administracji rządowej: budownictwo, planowanie i zagospodarowanie przestrzenne oraz mieszkalnictwo, gospodarka, turystyka i praca) poprzez wyłączenie z niego komórek organizacyjnych obsługujących dział administracji rządowej praca oraz pracowników obsługujących sprawy tego działu i przekazanie ich do Ministerstwa Rodziny i Polityki Społecznej.
Pomimo przekształcenia ministerstwa i funkcjonowania pod nową nazwą początkowo jego działalnością formalnie nadal kierował Minister Rozwoju, Pracy i Technologii. Obowiązki te, zgodnie z ustawą o Radzie Ministrów, wykonywał Prezes Rady Ministrów Mateusz Morawiecki do czasu powołania 26 października 2021 r. pierwszego Ministra Rozwoju i Technologii.
Po powołaniu ministra, zgodnie z rozporządzeniem Rady Ministrów z 27 października 2021 r. dokonano przekształcenia ministerstwa poprzez wyłączenie z niego komórek organizacyjnych obsługujących dział administracji rządowej turystyka oraz pracowników obsługujących sprawy tego działu (z mocą wsteczną od 26 października 2021 r.) i przekazanie ich do nowo utworzonego Ministerstwa Sportu i Turystyki.

## Kierownictwo
- Andrzej Domański – minister finansów i gospodarki od 24 lipca 2025[a][8]
- Michał Jaros (PO) – sekretarz stanu od 15 października 2024[9]
- Tomasz Lewandowski (Nowa Lewica) – podsekretarz stanu od 14 sierpnia 2024[10]
- Michał Baranowski (Polska 2050) – podsekretarz stanu od 30 grudnia 2024[11]
- Ilona Kowalska – dyrektor generalny[12]

## Struktura organizacyjna
W skład ministerstwa wchodzi Gabinet Polityczny Ministra oraz następujące komórki organizacyjne:
- Departament Architektury, Budownictwa i Geodezji
- Departament Budżetu i Finansów
- Departament Gospodarki Cyfrowej
- Departament Gospodarki Nieruchomościami
- Departament Handlu i Współpracy Międzynarodowej
- Departament Innowacji i Polityki Przemysłowej
- Departament Jednostek Nadzorowanych i Podległych
- Departament Kontroli i Audytu
- Departament Lokalizacji Inwestycji
- Departament Małych i Średnich Przedsiębiorstw
- Departament Mieszkalnictwa
- Departament Obrotu Towarami Wrażliwymi i Bezpieczeństwa Technicznego
- Departament Orzecznictwa
- Departament Planowania Przestrzennego
- Departament Prawa Gospodarczego i Analiz
- Departament Prawno-Legislacyjny
- Departament Przemysłu Obronnego
- Departament Rozwoju Inwestycji
- Departament Spraw Europejskich
- Departament Zrównoważonej Gospodarki
- Biuro Administracyjne
- Biuro Bezpieczeństwa
- Biuro Dyrektora Generalnego
- Biuro Ministra
- Biuro Obsługi Medialnej
- Biuro Promocji.

Organy podległe ministrowi lub przez niego nadzorowane:
- Główny Geodeta Kraju
- Główny Inspektor Nadzoru Budowlanego
- Prezes Głównego Urzędu Miar
- Prezes Urzędu Zamówień Publicznych
- Urząd Patentowy Rzeczypospolitej Polskiej

Jednostki organizacyjne podległe ministrowi:
- Polska Agencja Kosmiczna
- Urząd Dozoru Technicznego
- wydział/zespoły w stałych przedstawicielstwach Rzeczypospolitej Polskiej przy organizacjach międzynarodowych za granicą

Jednostki organizacyjne nadzorowane przez ministra:
- Instytut Geodezji i Kartografii
- Instytut Techniki Budowlanej
- Polskie Centrum Akredytacji

## Wykaz nadzorowanych podmiotów z udziałem Skarbu Państwa
Zgodnie z rozporządzeniem Rady Ministrów z 21 listopada 2022 r. w sprawie wykazu spółek, w których prawa z akcji Skarbu Państwa wykonuje Prezes Rady Ministrów lub inni członkowie Rady Ministrów, pełnomocnicy Rządu lub państwowe osoby prawne, w tym jednoosobowe spółki Skarbu Państwa do spółek nadzorowanych przez Ministra Rozwoju i Technologii (jako ministra właściwego do spraw gospodarki) należą:
- Katowicka Specjalna Strefa Ekonomiczna S.A. z siedzibą w Katowicach
- Korporacja Ubezpieczeń Kredytów Eksportowych S.A. z siedzibą w Warszawie
- „Kostrzyńsko-Słubicka Specjalna Strefa Ekonomiczna” S.A. z siedzibą w Kostrzynie nad Odrą
- Krakowski Park Technologiczny Sp. z o.o. z siedzibą w Krakowie
- Legnicka Specjalna Strefa Ekonomiczna S.A. z siedzibą w Legnicy
- Łódzka Specjalna Strefa Ekonomiczna S.A. z siedzibą w Łodzi
- Polska Agencja Inwestycji i Handlu S.A. z siedzibą w Warszawie
- Pomorska Agencja Rozwoju Regionalnego S.A. z siedzibą w Słupsku
- Pomorska Specjalna Strefa Ekonomiczna Sp. z o.o. z siedzibą w Gdańsku
- „Specjalna Strefa Ekonomiczna Małej Przedsiębiorczości” S.A. z siedzibą w Kamiennej Górze
- Specjalna Strefa Ekonomiczna „Starachowice” S.A. z siedzibą w Starachowicach
- Suwalska Specjalna Strefa Ekonomiczna S.A. z siedzibą w Suwałkach
- Wałbrzyska Specjalna Strefa Ekonomiczna „Invest-Park” Sp. z o.o. z siedzibą w Wałbrzychu
- Warmińsko-Mazurska Specjalna Strefa Ekonomiczna S.A. z siedzibą w Olsztynie

## Lista Ministrów
| Lp. |  | Zdjęcie | Imię i nazwisko (partia polityczna) | Objęcie urzędu | Złożenie urzędu | Długość urzędowania | Rząd                               |
| --- |  | ------- | ----------------------------------- | -------------- | --------------- | ------------------- | ---------------------------------- |
| 1.  |  |         | Piotr Nowak (ur. 1980)              | 26 X 2021      | 7 IV 2022       | 163 dni             | Drugi rząd Mateusza Morawieckiego  |
| 2.  |  |         | Waldemar Buda (PiS) (ur. 1982)      | 8 IV 2022      | 26 XI 2023      | 597 dni             | Drugi rząd Mateusza Morawieckiego  |
| 3.  |  |         | Marlena Maląg (PiS) (ur. 1964)      | 27 XI 2023     | 13 XII 2023     | 16 dni              | Trzeci rząd Mateusza Morawieckiego |
| 4.  |  |         | Krzysztof Hetman (PSL) (ur. 1974)   | 13 XII 2023    | 13 V 2024       | 152 dni             | Trzeci rząd Donalda Tuska          |
| 5.  |  |         | Krzysztof Paszyk (PSL) (ur. 1979)   | 13 V 2024      | 24 VII 2025     | 437 dni             | Trzeci rząd Donalda Tuska          |
| 6.  |  |         | Andrzej Domański (PO) (ur. 1981)    | 24 VII 2025    | nadal           | 22 dni              | Trzeci rząd Donalda Tuska          |